# Arachnura caudatella
Arachnura caudatella là một loài nhện trong họ Araneidae.
Loài này thuộc chi Arachnura. Arachnura caudatella được Carl Friedrich Roewer miêu tả năm 1942.